# Hans Fleming
Hans Fleming, auch Hans Fleminck (* um 1545 in Namur; † 1623 in Kalmar) war ein flämischer Baumeister, Steinmetz und Bildhauer.

## Leben
Der flämische Steinmetz lernte in Utrecht und kam 1563 gemeinsam mit dem Bildhauer Philipp Brandin nach Mecklenburg. Er fertigte ab 1568 die steinerne Kanzel des Lübecker Doms, deren Reliefs auch Philipp Brandin zugeschrieben werden, aber wohl von dem Flamen Willem van den Broeck gefertigt wurden. 1570–72 schuf er mit Claus Midow den Renaissancevorbau am Lübecker Rathaus zur Marktseite. Fleming war dann von 1572, mit einer Unterbrechung in Mecklenburg um 1596, als Baumeister und Bildhauer in Schweden tätig, wo er auch verstarb.

## Werke
- Brunnen im Hof von Schloss Kalmar (1579–1581)
- Grabmal für Königin Katharina Jagiellonica im Dom zu Uppsala (1583)
- Norrköpingshus
- Entwurfspläne für Schloss Johannisborg, Norrköping
- Kanzleiflügel der Burg Tre Kronor in Stockholm
- Schloss Vadstena